# Sabine Egger
Sabine Egger,  född 22 april 1977 i Klagenfurt, är en österrikisk tidigare alpin skidåkare. Hon tävlade vid olympiska vinterspelen 1998.